# Пулково (Кінгісеппський район)
Пулково (рос. Пулково) — присілок у Кінгісеппському районі Ленінградської області Російської Федерації.
Населення становить 30 осіб. Належить до муніципального утворення Большелуцьке сільське поселення.

## Історія
Згідно із законом від 28 жовтня 2004 року № 81-оз належить до муніципального утворення Большелуцьке сільське поселення.

## Населення
| 1838 | 1857 | 1862 | 1882 | 1899 | 1997 | 2007 |
| ---- | ---- | ---- | ---- | ---- | ---- | ---- |
| 107  | ↘97  | ↘91  | ↗131 | ↘130 | ↘8   | ↗38  |
| 2010 | 2017 |      |      |      |      |      |
| ↗49  | ↘30  |      |      |      |      |      |